# Cloverhill

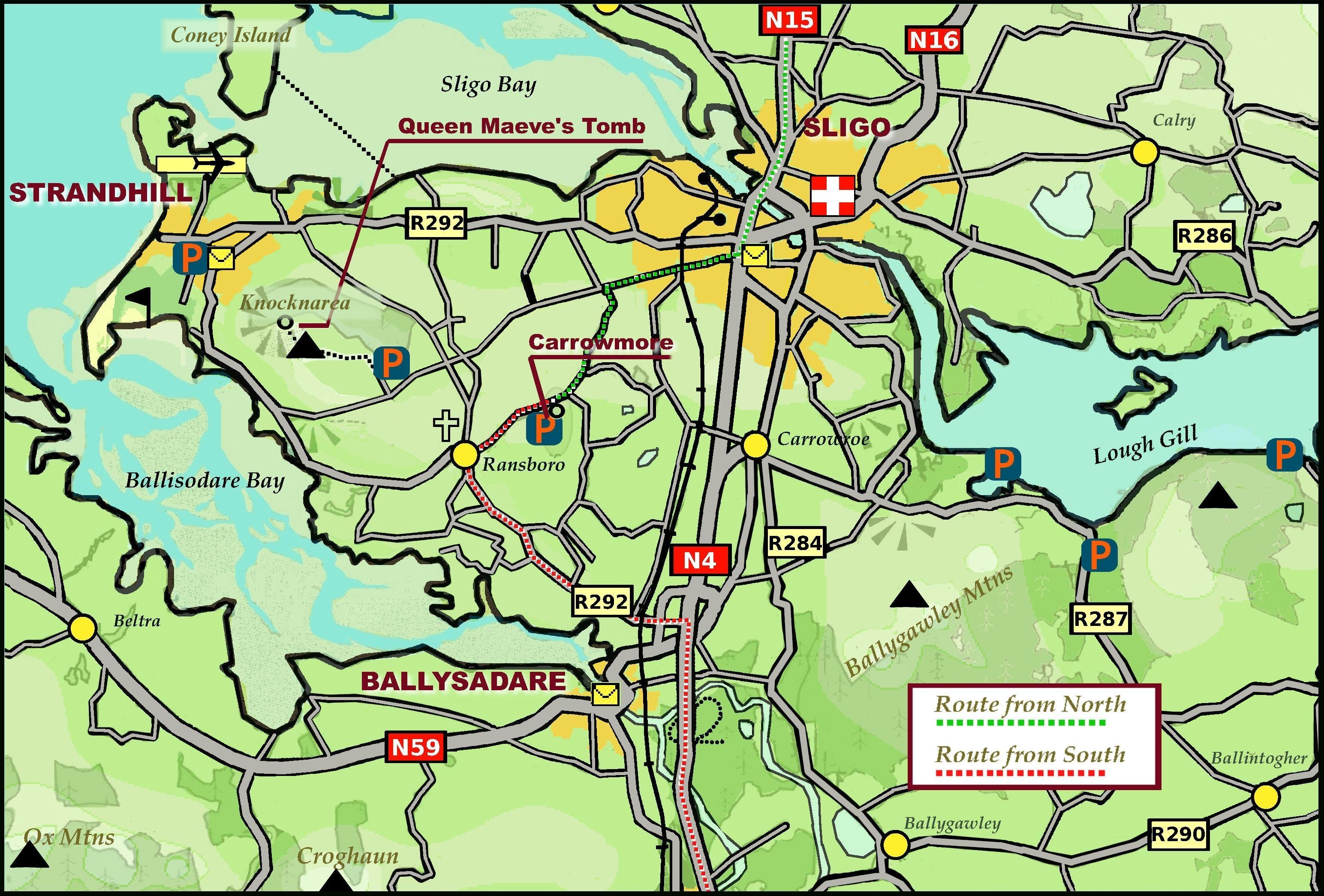
Lageplan Carrowmore/Cloverhill

Das kleine Passage Tomb von Cloverhill (auch Knocknashammer, irisch Cnoc na Seamar, deutsch „Kleehügel“) liegt etwa 3,3 km südwestlich von Sligo im County Sligo in Irland. Seine Nähe zum Komplex vom Carrowmore suggeriert einen Zusammenhang (es ist als Carrowmore Tomb 30A registriert), der allerdings nicht besteht. Es ist die einzige mit Felsritzungen versehene Megalithanlage im County.
Die Gravuren auf den rechten Steinen wurden im eleganten, keltischen La-Tène-Stil geritzt, der mindestens 2000 Jahre später als die Anlagen von Carrowmore entstand, und zeigen keines der charakteristischen Motive der anderen Passage tombs auf der Insel. Die Gravuren auf dem linken Stein zeigen das klassische Cup-and-Ring-Markierungs-Design der älteren, megalithischen Kunst.
Einige Autoritäten akzeptieren es daher als ein Teil der irischen Passage-tomb-Tradition, andere tun es nicht. Vielleicht wurde eine Dekoration erst in keltischen Zeiten hinzugefügt.
Cloverhills Ursprung ist unklar, aber es könnte in die Jungsteinzeit (4000–2500 v. Chr.) datieren und mit der Passage-Tomb-Tradition verbunden sein. Es ist jedoch später entstanden als die Masse der anderen Denkmäler von Carrowmore. Es fehlen der äußere Aufbau und alle Decksteine. Berichte von Antiquaren des 19. Jahrhunderts erwähnen die Anwesenheit eines Steinbodens, eines großen Decksteins über der Kammer und eines niedrigen Rundhügels, aber davon existieren keine Spuren mehr. Cloverhill liegt in einer relativ kleinen ovalen Grube am Hang eines flachen Hügels und besteht aus neun etwa 0,8 m hohen Steinen. Die Kammer misst 1,8 m × 1,0 m. Ein leicht abgewinkelter Stein und ein Lücke zwischen den Orthostaten bildet den Eingang zu der Kammer.
Der Sligoer Antiquar William Gregory Wood-Martin (1847–1917), der die Anlage vor 1888 ausgrub, berichtet, dass bereits zuvor Grabungen stattgefunden hatten, bei denen verbrannten Knochen und Keramik gefunden worden seien.